# Theretra hector
Theretra hector är en fjärilsart som beskrevs av Jean Baptiste Boisduval 1875. Theretra hector ingår i släktet Theretra och familjen svärmare. Inga underarter finns listade i Catalogue of Life.